# Маркарюд (община)
Община Маркарюд (на шведски: Markaryds kommun) е административна единица, разположена на територията на лен Крунубери, южна Швеция. Притежава обща площ 536 km2 и население 9515 души (към 31 декември 2013). На север община Маркарюд граничи с община Юнгбю, на запад с община Елмхулт от лен Крунубери, на юг с общините Йоркелюнга и Хеслехолм от лен Сконе, а на запад с община Лахолм от лен Халанд. Административен център на община Маркарюд е едноименния град Маркарюд.

## Население
Населението на община Маркарюд през последните няколко десетилетия е с тенденция към намаляване. Гъстотата на населението е 18,29 д/km2.
| Население на община Маркарюд в годините между 1970 и 2010 | Население на община Маркарюд в годините между 1970 и 2010 | Население на община Маркарюд в годините между 1970 и 2010 | Население на община Маркарюд в годините между 1970 и 2010 | Население на община Маркарюд в годините между 1970 и 2010 |
| --------------------------------------------------------- | --------------------------------------------------------- | --------------------------------------------------------- | --------------------------------------------------------- | --------------------------------------------------------- |
| Година                                                    |                                                           |                                                           | Население                                                 |                                                           |
| 1970                                                      | 1970                                                      |                                                           | 11 795                                                    | 11 795                                                    |
| 1975                                                      | 1975                                                      |                                                           | 11 918                                                    | 11 918                                                    |
| 1980                                                      | 1980                                                      |                                                           | 11 798                                                    | 11 798                                                    |
| 1985                                                      | 1985                                                      |                                                           | 11 265                                                    | 11 265                                                    |
| 1990                                                      | 1990                                                      |                                                           | 11 093                                                    | 11 093                                                    |
| 1995                                                      | 1995                                                      |                                                           | 10 609                                                    | 10 609                                                    |
| 2000                                                      | 2000                                                      |                                                           | 9798                                                      | 9798                                                      |
| 2005                                                      | 2005                                                      |                                                           | 9571                                                      | 9571                                                      |
| 2010                                                      | 2010                                                      |                                                           | 9619                                                      | 9619                                                      |
| Източник: SCB - Преброяване по регион и време             |                                                           |                                                           |                                                           |                                                           |

## Селищни центрове в общината
Селищните центрове (на шведски: tätort) в община Маркарюд са 4 и към 31 декември 2010 година имат съответно население:
| # | Селищен център                 | Население към 31 декември 2010 |
| - | ------------------------------ | ------------------------------ |
| 1 | Маркарюд (Markaryd)            | 3966                           |
| 2 | Стрьомснесбрук (Strömsnäsbruk) | 2066                           |
| 3 | Трарюд (Traryd)                | 660                            |
| 4 | Тимсфорш (Timsfors)            | 637                            |

Административният център на община Маркарюд е удебелен.